# Sega 32X
De Sega 32X (Japans: セガ スーパー32X) is een uitbreiding voor de Sega Mega Drive spelconsole van Sega. De accessoire, ontwikkeld onder de codenaam "Project Mars", kwam op de markt in de Verenigde Staten op 21 november 1994 en in Japan op 3 december 1994. In Nederland en België verscheen de 32X in december 1994.
In Japan werd de Sega 32X uitgebracht onder de naam Sega Super 32X, in Noord-Amerika was de naam Sega Genesis 32X, en in de meeste landen van de PAL-regio was de naam Sega Mega Drive 32X.

## Geschiedenis
Met de komst van de Super Famicom in Japan en de Super NES in Noord-Amerika wilde Sega opnieuw concurreren met Nintendo. Hun vorige poging met de Sega Mega-CD bleek weinig succesvol. De Mega-CD was traag, had beperkte kleuren, en veel spelers zagen dit vooral als meer van hetzelfde. Sega ontwikkelde de 32X als antwoord op de Atari Jaguar, die in 1993 op de markt kwam. De Jaguar werd gepromoot als een 64-bits spelcomputer, ook al zijn de gebruikte processors 32 bit.
Initieel was de 32X bedoeld als hardware-upgrade die de grafische mogelijkheden van de Mega Drive sterk verbeterde, en waarmee spelers relatief goedkoop de overstap konden maken naar het 32 bits-tijdperk. Sega wilde klanten blijven trekken in gebieden waar de Mega Drive (of Genesis) nog mateloos populair was. In de praktijk bleek het een tijdelijke oplossing voor de aangekondigde opvolger.
Doordat de Mega Drive het minder goed in Japan deed, waar de Super Famicom een groter marktaandeel had, richtte Sega zich in dat land liever op een toekomstige spelconsole.
De 32X kwam op de markt in de Verenigde Staten op 21 november 1994. Precies een dag later werd de nieuwe spelcomputer van Sega, de Saturn in Japan uitgebracht. Dit leidde tot grote onvrede bij de Amerikaanse tak van het bedrijf, die zo buitenspel werd gezet.
In december 1994 kwam de 32X uit in Europa. Doordat de lanceerdatum werd gehaast kregen spelontwikkelaars geen tijd om spellen te ontwikkelen. Door deze tijdsdruk werd bezuinigd op alle vlakken en is het aantal 32X-spellen zeer beperkt tot 40 titels. Ook maakten spellen niet gebruik van de uitgebreide technische mogelijkheden van de 32X. Veel spellen leken hierdoor op Mega Drive- of Mega-CD-versies met marginaal verbeterde kleuren.
Ondanks beloftes van Sega zijn er slechts zes speltitels uitgekomen tijdens de lancering in Noord-Amerika, waaronder Doom, Star Wars Arcade, Virtua Racing Deluxe en Cosmic Carnage.
Doordat de Japanse divisie van Sega al een opvolger had uitgebracht, de Sega Saturn, bleven veel spelers wachten op deze nieuwe spelcomputer, en liet men de 32X liggen. Ook had Sega moeite om ontwikkelaars en uitgevers ervan te overtuigen spellen te maken voor de 32X, die niet anders konden dan zich te richten op de Sega Saturn en Sony's PlayStation. Mede door een hoge adviesprijs en geannuleerde 32X-projecten betekende dit vroegtijdig het einde voor de 32X.
Door tegenvallende verkoopcijfers wordt de 32X beschouwd als een commerciële flop.

## Technische aspecten
De Sega 32X bevat twee 32 bit processors en een 3D grafische chip, en kan enkel worden gebruikt in combinatie met een Mega Drive/Genesis-systeem. Hij wordt aan het systeem gekoppeld als een normale spelcartridge, maar heeft wel zijn eigen energiebron en kabel nodig. Behalve dat de Sega 32X zijn eigen cartridges afspeelt, kan hij ook de normale Mega Drive-cartridges afspelen. Alleen het spel Virtua Racing is een uitzondering.
De 32X werd geleverd met een verloopstuk of spacer zodat hij perfect zou aansluiten op de Mega Drive II. Hij kon ook worden gebruikt met het Sega Multi-Mega/Sega CDX-systeem, hoewel de spacer hier niet altijd even goed op aansloot.
Veel van de 32X-spellen kunnen enkel worden gespeeld indien de distributieregio van het spel aansluit op de regio van de console. Een paar spellen zijn echter niet op deze manier gesloten en kunnen in elke regio worden gespeeld.
Als toevoeging aan de reguliere cartridge-spellen voor de 32X, was er ook een klein aantal cd-rom-spellen voor de 32X. Deze spellen droegen als opschrift Sega Mega-CD 32X (Sega CD 32X in Noord-Amerika). Deze spellen vereisten zowel een 32X als een Mega-CD aansluiting. Van deze spellen zijn er maar vijf gemaakt, daar er maar een kleine doelgroep was die alle drie de benodigde consoles bezat.
Een bekende eigenschap van de 32X is zijn verbeterde audiosubsysteem, genaamd Q-Sound. Dit systeem ondersteunt multidimensionaal geluid. Hoewel dit theoretisch gezien beter was dan de Super NES, bleek de chipset voor het geluid lastig te programmeren. Derhalve negeerden veel spellen het Q-geluid en gebruikten de Mega Drives eigen geluidssysteem.
De 32X zelf bevat geen regioslot, maar vertrouwt op de regiocodering van de Mega Drive. Het bevat wel een beperking waarbij PAL- en NTSC-spellen uitsluitend afgespeeld kunnen worden op het eigen systeem.

### Details

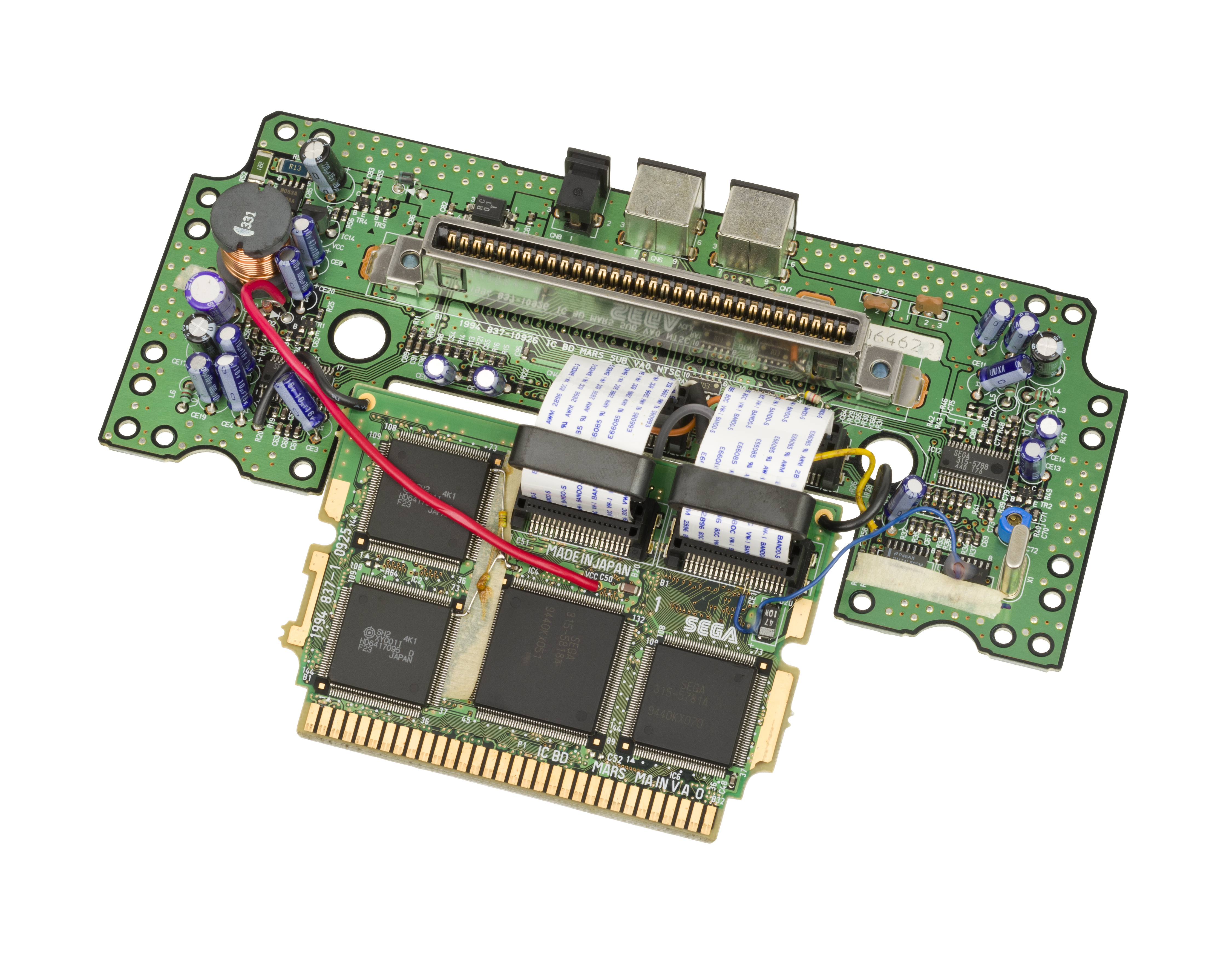
Moederbord van een 32X.

De 32X bevat twee Hitachi SH-2 32 bit RISC-processors die werken op een kloksnelheid van 23 MHz. De grafische chip kan 50.000 polygonen produceren met 32.768 kleuren, in tegenstelling tot de 64 gelijktijdige kleuren van de Mega Drive. Het interne geheugen bevat 256 kilobytes RAM, samen met 256 kilobytes video-RAM. Het geluid wordt opgewekt door een pulsbreedtemodulatie (PWM) geluidsbron, en kan de Zilog Z80 uit de Mega Drive gebruiken als ondersteuning. De maximale beeldresolutie is 320×224 pixels, en de videouitgang bestaat uit een kabel met een SCART-aansluiting of composietaansluiting voor audio en video, maar kan ook een RF-signaal uitvoeren. De afmetingen van de 32X zijn 11,5 cm × 21 cm × 10 cm (l×b×h).

## Uitgebrachte spellen
De volgende lijst bevat een overzicht van spellen die zijn uitgekomen voor de 32X en de vijf cd-rom-spellen in samenwerking met de Mega-CD. Onder de titels bevinden zich enkele porteringen van arcadespellen, zoals Space Harrier en Star Wars Arcade.
- 36 Great Holes Starring Fred Couples
- After Burner
- BC Racers
- Blackthorne
- Brutal Unleashed: Above the Claw
- Corpse Killer (cd)
- Cosmic Carnage
- Darxide
- Doom
- FIFA Soccer '96
- Fahrenheit (cd)
- Knuckles’ Chaotix
- Kolibri
- Metal Head
- Mortal Kombat II
- Motocross Championship
- NBA Jam Tournament Edition
- NFL Quarterback Club
- Night Trap (cd)
- Pitfall: The Mayan Adventure
- Primal Rage
- RBI Baseball ’95
- Shadow Squadron
- Slam City (cd)
- Space Harrier
- Spider-Man: Web of Fire
- Star Trek: Starfleet Academy
- Star Wars Arcade
- Supreme Warrior (cd)
- T-Mek
- Tempo
- Toughman Contest
- Virtua Fighter
- Virtua Racing Deluxe
- World Series Baseball
- WWF RAW
- WWF WrestleMania: The Arcade Game
- Zaxxon’s MotherBase 2000

## Sega Neptune
De Sega Neptune is een prototype van een Mega Drive en 32X-systeem in een enkele behuizing. Sega toonde beelden van de spelcomputer in maart 1995, en had plannen om deze eind van dat jaar uit te brengen. De Neptune zou ook compatibel zijn met de Mega-CD.
In oktober 1995 werden de plannen gewijzigd. Sega annuleerde de Neptune en gaf aan dat het systeem de aankomende Saturn te veel in de wielen zou rijden en geen goed alternatief zou zijn.
In 2024 onthulde een Braziliaans bedrijf een opnieuw gebouwd model van de Neptune, met een HDMI-uitgang en een SD-kaartsleuf voor opslag. Ook zou het een eigen online platform gaan krijgen. Officiële details van het project zijn echter niet meer bekendgemaakt. Eind 2024 wisten andere zogeheten modders, mensen die apparaten modificeren, zelfgebouwde moederborden en behuizingen te fabriceren van een Sega Neptune, waarbij de kosten opliepen tot omgerekend bijna €2500. In totaal wisten de modders zes systemen te bouwen.